# Wełetenśke
Wełetenśke (ukr. Велетенське) – osiedle na południu Ukrainy, w obwodzie chersońskim, w rejonie chersońskim, u deltowego ujścia Dniepru. W 2001 roku liczyło 1407 mieszkańców.